# Chiesa di Sant'Antioco Martire
La chiesa di Sant'Antioco martire è la parrocchiale di Atzara. Il tempio sorse tra il XVI e il XVII secolo secondo i canoni dello stile gotico catalano.
Il prospetto dell'edificio di culto, espanso in larghezza, presenta un paramento murario dal taglio accurato tutto in trachite; il terminale piano è risolto da un cornicione sul quale poggiano i merli, sempre in trachite, trilobati. Il portale è sormontato da un rosone dotato di raggiera a colonnine raccordate da archetti; due finestre semicircolari, sui lati, illuminano le navate laterali. Sul lato destro e in parte incorporata alla chiesa, è la torre campanaria, a canna quadra, in trachite, con specchiature distinte orizzontalmente da cornici marcapiano e monofore a sesto acuto e a tutto sesto. La torre è conclusa da un recinto a balaustra in pietra, molto simile a quello del recinto presbiteriale del limitrofo santuario campestre di San Mauro, in agro di Sorgono.
Una cupola recante una grande sfera in rame con una croce al di sopra che il campanile portava una volta, fu eliminata per pericolo di crollo. 
Scomparsa anche una piccola scultura di pietra che aveva l'aspetto di un omino senza vesti detto comunemente Su moru sacru, che era collocata nella parte anteriore della chiesa rispetto alla facciata e che fungeva da scolo per l'acqua piovana.
L'aula è trinavata con la navata principale voltata a sesto acuto e le laterali a tutto sesto. Sono presenti due cappelle laterali e altre due accanto al presbiterio, tutte sono voltate a botte. L'interno è percorso da cornicioni dentellati e delle nicchie timpanate ornano le testate delle cappelle laterali, tutti elementi classicheggianti o già tardornanieristici. 
L'altare maggiore in legno, in stile spagnolo, ora è collocato nella cappella del Sacro Cuore. 
Meritano di essere ricordate alcune preziose argenterie di epoca cinquecentesca: un ostensorio di fattura spagnola, una croce di bottega cagliaritana.